# Ngũ vị nhân sinh
Ngũ Vị Nhân Sinh (Trung quốc: 五味人生, tiếng Anh: The Season of Fate) là một bộ phim truyền hình Hong Kong do TVB sản xuất, với sự tham gia của Quách Tấn An, Quan Vịnh Hà, Mễ Tuyết, Quách Chính Hồng. Phim được chiếu vào dịp Tết năm 2010.
Tại Việt Nam, phim được lồng tiếng bởi Công Ty TNHH Thương Mại Sản Xuất Dịch Vụ Quảng Cáo Ảnh Vương (Ảnh Vương Corporation) và phát hành dưới định dạng DVD (bộ 5 cuốn) và phát sóng trên kênh SCTV9.

## Nội dung
Liên Song Xuân (Quan Vịnh Hà) là một cô gái nghèo bị bán cho gia đình họ Quan làm vợ lẻ để trả nợ thay cha. Không may vào đêm động phòng, chồng của cô lại bị đột tử. Người vợ cả là Uông Nhược Lam (Mễ Tuyết) nghe tiếng hét của Liên Song Xuân thì vội chạy đến. Khi nhìn thấy xác của chồng, bà cho rằng Song Xuân là hung thủ nên đã cố đâm cô nhưng bị trượt té và đập đầu vào cạnh bàn. Từ đó, Nhược Lam bị mất trí biến thành một đứa trẻ và cứ nghĩ Song Xuân là mẹ mình.
Kể từ khi chồng chết, Nhược Băng thần trí không ổn định, Song Xuân trở thành người tiếp quản quán ăn của gia đình cùng với người bạn thân là Lương Cửu Muội (Quách Chính Hồng). Dù Song Xuân đã nỗ lực duy trì quán ăn trong vòng 10 năm nhưng công việc làm ăn của quán vẫn rơi vào cảnh khó khắ.
Cũng đúng lúc này, Mã Vĩnh Trinh (Quách Tấn An) và Đới Cát (Trương Huệ Nhã) là hai một kẻ bịp bợp từ nơi xa đến. Cả hai giả vờ là người của Nhậm Phi Dương (Ngũ Vệ Quốc), một thương gia nổi tiếng, để kiếm chác. Khi họ gạt tiền của Song Xuân, Vĩnh Trinh đã bị cô rượt đánh bầm mắt. Cuộc đối đầu giữa hai người bắt đầu khi Vĩnh Trinh tìm mọi cách để kiếm lợi từ gia đình họ Liên trong khi Song Xuân cố gắng vạch trần bộ mặt thật của anh.
Khi cậu ấm Nhậm Thăng Thiên (Lương Liệt Duy) đến thị trấn, Vĩnh Trinh lại bắt đầu tiếp cận con mồi mới. Cả hai trở thành bạn thân và Thăng Thiên coi Vĩnh Trinh như cánh tay đắc lực của mình. Thăng Thiên phải lòng Vương Kim Phụng (Dương Tú Huệ). Vĩnh Trinh trở thành quân sư cho Thăng Thiên. Ban đầu, Thăng Thiên và Kim Phụng giả vờ quan tâm đến nhau để trả đũa đối phương nhưng dần dần cả hai nhận ra tình cảm thật của mình.
Khi Nhược Lam lầm tưởng Vĩnh Trinh là bạn đồng môn của mình. Trí nhớ của bà dần được khôi phục. Cùng lúc đó, bạn đồng môn thực sự của Nhược Lam và là cha của Nhậm Thăng Thiên, thương gia giàu có Nhậm Phi Dương xuất hiện. Nhược Lam đã nhớ lại được những chuyện trước kia. Bà bắt đầu cảm thấy bối rối bởi vì trong ký ức của bà, Song Xuân là người đã giết chồng mình nhưng mọi người lại xem cô như một người phụ nữ tốt bụng, biết gánh vác gia đình. Nhược Lam quyết định tiếp tục giả vờ mất trí để theo dõi Song Xuân.
Tình cờ, Vĩnh Trinh, Song Xuân và Cửu Muội phát hiện ra họ là bạn từ thời thơ ấu của nhau. Cả ba có một cuộc hội ngộ cảm động và từ đó Vĩnh Trinh bắt đầu thay đổi. Vĩnh Trinh và Song Xuân dần nảy sinh tình cảm trong khi Cửu Muội cũng đã yêu thầm Song Xuân từ lâu. Nhưng anh đã quyết định rút lui để Song Xuân có thể ở bên cạnh người cô yêu.
Cuối cùng, Nhậm Phi Dương cũng lộ mặt là một kẻ độc ác. Các nhân vật phải cùng nhau hợp sức lại để đấu tranh chống lại cái ác, đồng thời nếm trải năm mùi vị của cuộc sống: ngọt - hạnh phúc, chua và đắng - buồn, cay - phấn khích, mặn - khó khăn.

## Diễn viên

### Gia đình họ Liên
| Diễn viên    | Nhân vật          | Miêu tả |
| Lạc Ứng Quân | Liên Nhị Phát     | Cha của Song Xuân |
| Lâm Y Kỳ     | Lãnh Như Băng     | Mẹ kế của Song Xuân |
| Quan Vịnh Hà | Liên Song Xuân    | Chủ quán ăn Người yêu của Mã Vinh Trinh Chị họ của Vương Kim Phụng                                                       |
| Trần Khôn    | Liên Nhuận Nguyệt | Em cùng cha khác mẹ của Liên Song Xuân Anh em họ và yêu thầm Vương Kim Phụng Con trai của Liên Nhị Phát và Lãnh Như Băng |

### Nhà họ Nhâm
| Diễn viên      | Nhân vật         | Miêu tả                                                                     |
| Ngũ Vệ Quốc    | Nhậm Phi Dương   | Chồng của Tạ Uyển Quân Cha của Nhậm Thăng Thiên                             |
| Giang Mỹ Nghi  | Tạ Uyển Quân     | Vợ của Nhậm Phi Dương Mẹ của Nhậm Thăng Thiên                               |
| Lương Liệt Duy | Nhậm Thăng Thiên | Con trai Nhậm Phi Dương Người yêu Vương Kim Phụng Em ruột của Mã Vĩnh Trinh |

### Gia đình họ Quan
| Diễn viên       | Nhân vật          | Miêu tả                                                                                     |
| Hạ Bình         |                   | Mẹ của Quan Chiếu Tinh                                                                      |
| Lê Bỉ Đắc       | Quan Chiếu Nhân   |                                                                                             |
| Lương Kiện Bình | Quan Chiếu Nghĩa  |                                                                                             |
| Tăng Vĩ Quyền   | Quan Chiếu Tinh   | Chồng của Uông Nhược Lam và Liên Song Xuân                                                  |
| Mễ Tuyết        | Uông Nhược Lam    | Vợ cả của Quan Chiếu Tinh Sau khi bị mất trí nhớ thì cứ nghĩ mình là con của Liên Song Xuân |
| Quan Vịnh Hà    | Liên Song Xuân    | Vợ lẽ của Quan Chiếu Tinh Người yêu của Mã Vĩnh Trinh Chị họ của Vương Kim Phụng            |
| Ngao Gia Niên   | Quan Triết Nghiêm |                                                                                             |

### Diễn viên khác
| Diễn viên        | Nhânvật         | Miêu tả                                                                              |
| Quách Tấn An     | Mã Vĩnh Trinh   | Kẻ bịp bợm Người yêu của Liên Song Xuân Sư phụ Đới Cát Anh ruột của Nhậm Thắng Thiên |
| Quách Chính Hồng | Lương Cửu Muội  | Thái giám cuối cùng của nhà Thanh Yêu đơn phương Liên Song Xuân                      |
| Dương Tú Huệ     | Vương Kim Phụng | Em họ của Liên Song Xuân và Liên Nhuận Nguyệt Người yêu của Nhậm Phi Dương           |
| La Mẫn Trang     | La Mạn Đệ       | Thư ký và nhân tình của Nhậm Phi Dương                                               |
| Trương Huệ Nhã   | Đới Cát         | Đệ tử của Mã Vĩnh Trinh                                                              |
| Uông Lâm         |                 |                                                                                      |
| Lý Lệ Lệ         |                 |                                                                                      |
| Lỗ Manh          |                 | Vệ sĩ của Thăng Thiên                                                                |

## Rating
|   | Tuần                           | Tập     | Điểm trung bình | Điểm cao nhất | Tài liệu tham khảo |
| 1 | Tháng 11 – 15 năm 2010         | 1 — 5   | 28              | —             | [ 1 ]              |
| 2 | Ngày 18 – 22 năm 2010          | 6 — 10  | 28              | 30            | [ 2 ]              |
| 3 | Ngày 25 – 29 năm 2010          | 11 — 15 | 27              | —             | [ 3 ]              |
| 4 | Ngày 1 tháng hai, – 5 năm 2010 | 16 — 20 | 26              | —             | [ 4 ]              |
| 5 | Tháng 8 – 12 năm 2010          | 21 — 25 | 26              | —             | [ 5 ]              |

## Giải thưởng và đề cử

### Giải thưởng thường niên TVB (2010)
- Đề Cử: Phim hay nhất
- Đề Cử: Nam diễn viên Chính Xuất Sắc (Quách Tấn An)
- Đề Cử: Nữ diễn viên chính Xuất Sắc (Mễ Tuyết)

## Bên ngoài đường dẫn
- TVB.com The Season of Fate - Official Website (tiếng Trung)

- K for TVB The Season of Fate - Series Synopsis (tiếng Anh)